# Nilma Lino Gomes
Nilma Lino Gomes (natural de Belo Horizonte) é uma pedagoga brasileira. Tornou-se a primeira mulher negra do Brasil a comandar uma universidade pública federal, ao ser nomeada reitora da Universidade da Integração Internacional da Lusofonia Afro-Brasileira (UNILAB), em 2013.
Tem se posicionado, frequentemente, na luta contra o racismo no Brasil. Em 2 de outubro de 2015 foi nomeada pela presidente Dilma Rousseff para ocupar o novo Ministério das Mulheres, da Igualdade Racial e dos Direitos Humanos, que uniu as secretarias de Políticas para Mulheres, Igualdade Racial, Direitos Humanos e parte das atribuições da Secretaria-Geral. Permaneceu no cargo até o dia do afastamento de Dilma pelo Senado Federal.
Assinou um manifesto em defesa da soberania nacional e contra as recentes declarações do presidente dos Estados Unidos, Donald Trump, repudiando a tentativa de interferência estrangeira no Judiciário brasileiro e denunciando o caráter político da decisão norte-americana de elevar para 50% a tarifa de importação de produtos brasileiros.

## Carreira
Graduada em Pedagogia pela Universidade Federal de Minas Gerais (UFMG), em 1988. Concluiu o mestrado em Educação também pela UFMG, em 1994, sob orientação de Eliane Marta Santos Teixeira Lopes com a dissertação intitulada "A trajetória escolar de professoras negras e a sua incidência na construção da identidade racial - um estudo de caso em uma escola municipal de Belo Horizonte". Prosseguiu os estudos e concluiu o doutorado em Antropologia social pela Universidade de São Paulo (USP), em 2002, sob orientação de Kabengele Munanga com a tese intitulada Corpo e Cabelo como Ícones de Construção da Beleza e da Identidade Negra nos Salões Étnicos de Belo Horizonte. É bolsista de produtividade em Pesquisa do CNPq - Nível 2, na área da Educação.
Entre 2004 e 2006, presidiu a Associação Brasileira de Pesquisadores Negros (ABPN). Em seguida, mudou-se para Portugal, onde fez o pós-doutorado em Sociologia pela Universidade de Coimbra, em 2006.
Integrou de 2010 a 2014, a Câmara de Educação Básica do Conselho Nacional de Educação, onde participou da comissão técnica nacional de diversidade para assuntos relacionados à educação dos afro-brasileiros. Como conselheira emitiu parecer sobre o livro Caçadas de Pedrinho, de autoria de Monteiro Lobato. Em tal parecer declarou que o conteúdo era estereotipado em relação aos sujeitos negros e ao universo africano, de uma maneira geral. O parecer também continha sugestões de diretrizes para que a obra não fosse usada como dispositivo naturalizador do racismo no Brasil. Participou da comissão julgadora da edição 2003-2004 do Prêmio Paulo Freire da Prefeitura de Belo Horizonte.
Coordenou o Programa de Ações afirmativas da UFMG. Em abril de 2013, foi nomeada reitora da Universidade da Integração Internacional da Lusofonia Afro-Brasileira (UNILAB).

### SEPPIR
Em dezembro de 2014, foi anunciada oficialmente como futura ministra-chefe da Secretaria de Políticas de Promoção da Igualdade Racial (SEPPIR/PR) para o segundo mandato do Governo Dilma Rousseff. Assumiu o cargo em 2 de janeiro de 2015.
| “                                                | A SEPPIR tem um papel desafiador político e educacional, pois ela tem caráter pedagógico e precisa incidir de maneira educativa e estruturante na alteração dos impactos que atinge a esses por motivos diversos, dentre eles a orientação sexual. É preciso construir a nova gestão com o maior número de olhares sobre o novo desafio que se configura no combate ao racismo no Brasil | ” |
| — Nilma Lino Gomes, durante o discurso de posse. | |   |

## Premiação
- Prêmio Carolina Bori Ciência & Mulher na categoria Humanidades, da Sociedade Brasileira para o Progresso da Ciência (SBPC).[18]